# 耶稣祷文

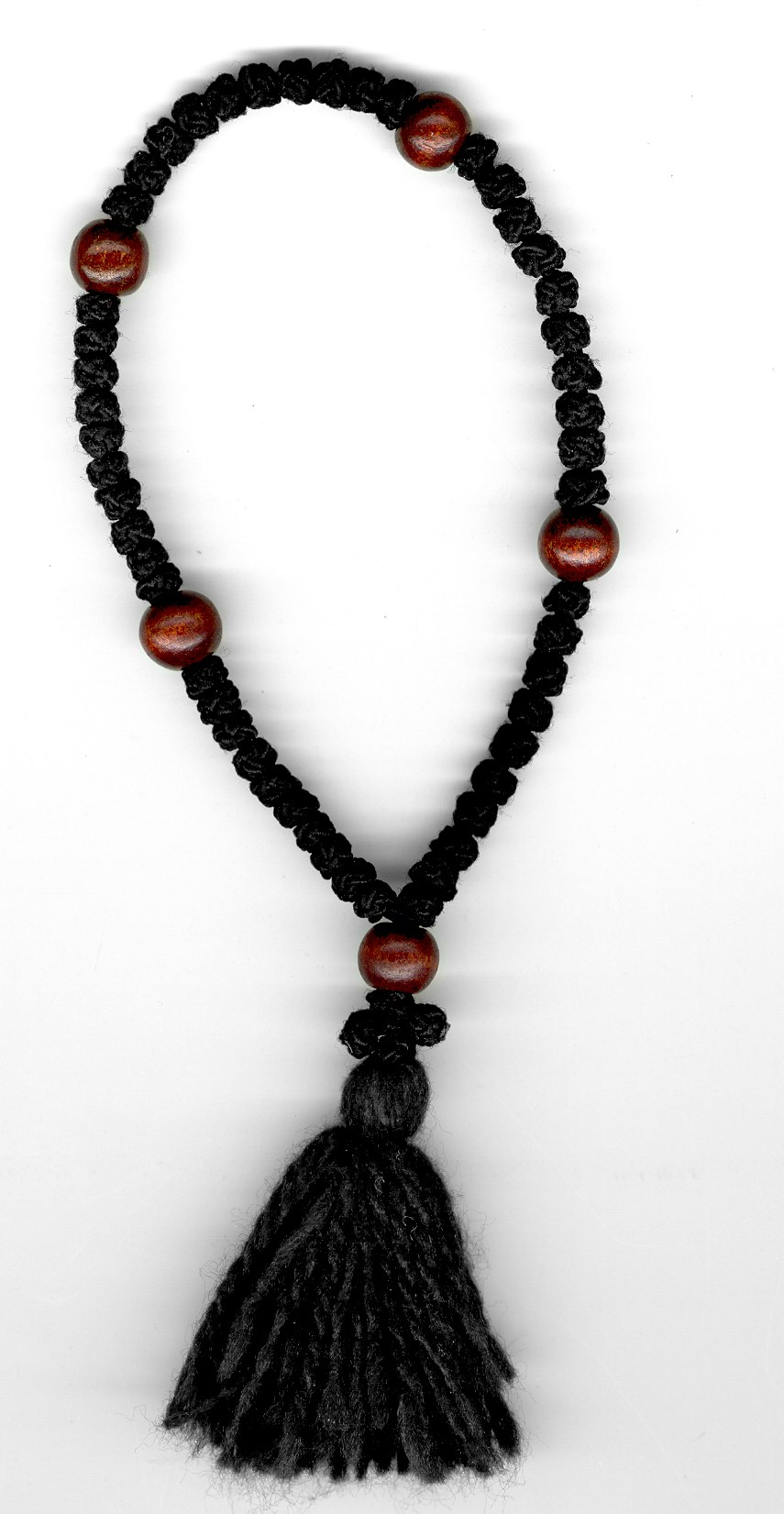
在念誦耶穌禱文時常用的禱繩

耶稣祷文（希臘語：Προσευχή του Ιησού）或称心祷（希臘語：Καρδιακή Προσευχή），是東正教會 （東方教會）和天主教會（西方教會）常用的一段簡短而重要的禱文。其根據在於聖經馬太/瑪竇福音第20章第30節以及路加福音第18章第13節：“主耶穌，可憐我！”。該禱文的主旨是將人的注意力集中於冥思耶穌基督，並擯除其他的思想，遵從使徒保羅/保祿在帖撒羅尼迦前書/ 得撒洛尼前書第5章第17節的教誨：“無止息地祈禱”。靜修派的修士（Ἡσυχαστής ）們常在心中默念這段禱文。他的完整形式是：“主耶稣基督，上帝之子，怜悯我罪人。”或「主耶穌基督，天主子，可憐我等罪人」，但也可以根據需要進行變通和簡化。比如：“主耶穌基督，憐憫我。”天主教會的垂怜经使用的經文即是耶穌禱文的簡化版本。
耶稣祷文的首要基础是人的谦卑。根据《慕善集》，西奈的圣格里高利认为基督徒应认识到自己是：“所有受造物中最可憎的”因为人“是魔鬼的奴隶”。在这一认识的基础上，基督徒能够意识到耶稣祷文的意义所在，即“我罪人”之罪之所在。不仅如此，祈祷者也效仿耶稣的行为；根据马太福音/瑪竇福音第11章第29节：“你們背起我的軛，跟我學罷！因為我是良善心謙的”。